# 武庫川町 (宝塚市)
武庫川町（むこがわちょう）は、兵庫県宝塚市に存在する町丁。郵便番号は665-0844。

## 概要
武庫川町は宝塚市内の南寄りに位置する。町内の南側沿いに武庫川が流れ、北側沿いには国道176号が通る。町内の周辺では西に栄町、北に宮の町、東に美座、そして武庫川を挟んだ南側に南口とそれぞれ接している。

## 世帯数と人口
2022年（令和4年）7月31日現在の世帯数と人口は以下の通りである。
| 町丁     | 世帯数    | 人口    |
| -------- | --------- | ------- |
| 武庫川町 | 1,823世帯 | 3,265人 |

## 小・中学校の学区
市立小・中学校に通う場合、学区は以下の通りとなる。
| 番地      | 小学校             | 中学校               |
| --------- | ------------------ | -------------------- |
| 1～4・7番 | 宝塚市立宝塚小学校 | 宝塚市立御殿山中学校 |
| 5・6番    | 宝塚市立美座小学校 | 宝塚市立宝塚中学校   |

## 周辺の交通
道路
- 国道176号が当町内の北側を北隣の宮の町との境沿いに通り、また当町の西側に兵庫県道16号明石神戸宝塚線が一部は西隣の栄町との境を沿いながら通っている。両道路は宝塚歌劇場前交差点で交差する（県道16号はその交差点で終点である）。

バス路線
- 阪急バスの宝塚営業所の内の宝塚すみれガ丘線のバスや、阪神バスの宝塚甲子園線や安倉団地循環線のバスが、宝塚駅（JR西日本福知山線（宝塚線）、阪急電鉄宝塚本線・今津線）から当町内を経由し宝塚市立病院など各方面へ結んでいる。当町内に鉄道は通っていないために、当町内から先述のいずれかのバスで宝塚駅などへ移動する場合が多い。

## 周辺の主な施設
- 宝塚市立手塚治虫記念館
- 宝塚市立宝塚文化創造館
- 宝塚音楽学校
- 関西学院初等部
- ニトリ宝塚歌劇場前店
- ユニクロ宝塚歌劇場前店
- 兵庫トヨタ自動車宝塚店